# Curetis paracuta
Curetis paracuta är en fjärilsart som beskrevs av De Nicéville 1902. Curetis paracuta ingår i släktet Curetis och familjen juvelvingar. Inga underarter finns listade i Catalogue of Life.